# ホージャ・ニヤーズ
ホージャ・ニヤーズ・ハジ（ウイグル語: خوجا نىياز ھاجى、中国語: 和加·尼牙孜·阿吉、1889年 - 1941年）は、東トルキスタンにおけるハミ郡王家や中国人統治者の金樹仁やそののちの回族軍閥の馬仲英に対しての、1931年のハミ暴動を始めとしたいくつかの反乱を先導した東トルキスタン独立運動のリーダーである。彼は東トルキスタン・イスラーム共和国（第1次東トルキスタン共和国）の最初にして唯一の大統領として知られる。東トルキスタン・イスラーム共和国は1933年初頭から1934年に中華民国に打倒されるまで続いた短命政権である。後に新疆省の副主席になった。

## 前半生と反乱
1889年、ホージャ・ニヤーズは新疆クムル地区の山間部の小さな村の七道溝に生まれた。その父のアミーン・ニヤーズ（伊敏尼牙孜）は、ハミ郡王の王府官員であった。26歳の時に初めて1907年の小作農や山岳民による、ハミ郡王マクスド・シャーに対する反乱（吐爾巴克暴動）に参加した。反乱に失敗すると、奇台やモリへ逃れ、その後ボルタラ一帯に行き、狩りと鹿茸の販売で生計をたてた。その後トルファン地区へ逃れて「アスタナ」（Astana、宗教学校）に入学し、将来有望なウイグル・トルファン革命家として知られるようになる。一年の勉強の後トクスン県、トルファンからメッカの巡礼に行き、「ハッジ」の称号を得る。
1912年、ホージャ・ニヤーズは新疆に帰還し、ハミ郡王家に対するティムル・ハルパ（Timur Halpa、تۆمۈرنىياز）の先導する反乱（ハミ暴動）に参加した。新疆省長の楊増新は衝突を仲裁しティムル・ハルパをクムル地区の県の軍団の司令官に昇進させた人物であるが、彼の開いた宴の上でティムル・ハルパが騙し討ちにされると、ホージャ・ニヤーズは再び亡命せざるを得なかった。
1916年、ロシア国境のイリのウイグル人によって築かれた、セミレチエ州の町ジャルケント（en:Zharkent）に来た。彼らは清軍が新疆イリ地方を取り戻した1881年以降ロシアに亡命した。ヤルカンドでは、在地ウイグル人の指導者で裕福な商人で1917年のロシア革命以降は小さなウイグル人自治グループを組織していたValiahun Yuldashevの保護下にいた。 ロシア内戦がセミレチエに飛び火すると、ホージャ・ニヤーズは1921年にウイグル人革命家で、コミンテルン傘下の革命的民族的組織のInqlawi Uyghur Ittipaqi（革命ウイグル同盟）の設立者の一人であるAbdulla Rozibakievに面会した。
その後トクスン県のチャグルバン・ニヤーズ（長庫爾班·尼牙孜）の元に投じると、推挙を得てハミに帰還した。マクスド・シャーはニヤーズの槍の腕前を気に入って免罪し、王府侍衛隊の副隊長とした。

## 反乱の領袖
1923年、ホージャ・ニヤーズは新疆のまずはグルジャその次にウルムチに帰還し、そこで革命グループを作って新たな反乱の準備をした。1927年、父の葬儀のためにクムルへ戻り、マクスド・シャーが1930年に死亡すると、ホージャ・ニヤーズはハミ郡王家の新支配者の顧問に指名された。
しかし、新疆省主席金樹仁(1928–1933)は、マクスド・シャーの死後の権力の空白状態に乗じて、ハミ郡王家の廃止を命じ、マクスド・シャーの息子のナズィルの権力相続を妨げた。金樹仁は改土帰流を推し進め、ニヤーズを省の中心地の迪化（現在のウルムチ）に任職させて追いやり、また回貴族の土地を回収し、清代以来のハミ郡王の特権を廃止した。同時に金樹仁は甘粛省から廃止されたハン国へ回族を移民させることを計画した。役人の腐敗や改革措置の不適当さによって、ウイグル人・漢人間の対立は激しくなった。こうした出来事によって1931年2月にハミ暴動(en:Kumul Rebellionが起こった。伊吾県駐軍の首領のアブド・ニヤーズ・ミラブ（阿不都·尼牙孜·米拉甫）は地方勢力と連絡を取り真っ先に挙兵したが、ハミ駐在の新疆省軍師長劉希曾が派兵して鎮圧した。ホージャ・ニヤーズと旧王府の官員（都爾嘎）は次々と機に乗じ、ハミ暴動の主導力となった。金樹仁の任命したハミ警備旅長のユルバース・カーン（堯楽博斯）も密かに暴動勢力を支援した。ホージャ・ニヤーズは部隊を率い後をつけて省軍を待ち伏せし、大量の兵器を獲得した。またウイグル・カザフ・回族の各長老やアホン（宗教指導者）に使節を派遣し、勢いは日に日に増し、ハミ各派の反対勢力の首領となった。
省軍がしばしば敗北する状況下にあって、金樹仁もホージャ・ニヤーズに使節を送って帰順を勧めざるを得なかった。ホージャ・ニヤーズは省政府に、ハミ県と省軍の撤回とハミ王政の復活、そして自身をハミ地方の防衛に任命することを要求した。金樹仁はこの条件を受け入れられなかったので、劉希曾を呼び戻してアクス行政長zh:朱瑞墀を師長とすると、旅長の熊発有らを率いて再び侵攻した。しかし省軍内部の腐敗がひどく、地形に慣れなかったので、暴動勢力を殲滅することが出来なかった。ユルバースは監視されることに不満を持り、ハミ漢城から逃げ出して、ホージャ・ニヤーズに投降した。当時のハミには回、漢、満の三つの城（町）があった。回城は元々のハミ王府の所在地であり、漢城は老城ともいい省軍の主力の駐在地であり、満城は新城ともいい、清代満営の駐在地であった。ホージャ・ニヤーズは省軍が来る前にハミ回城を占領しようとしたが、回城の民衆は門を閉ざして受け入れなかったため、ハミ漢城に進攻することにした。ホージャ・ニヤーズはなかなか攻め落とせなかったため、ユルバースと司馬依を首都南京に派遣して中央政府に陳情し、外部の支援を求めざるを得なかった。

### ホージャ・馬同盟

#### 馬仲英の第一次入新

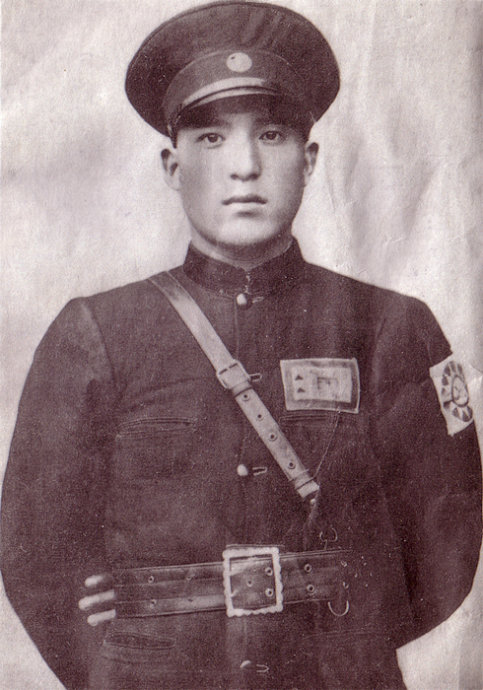
入新作戦時の馬仲英

ユルバースらがハミを出発して甘粛粛州（酒泉）に至ると、現地の漢回軍閥の馬仲英に尋問された。この時の馬仲英は青海の馬歩芳らの勢力の包囲にあい、甘粛西部へ敗退していた。馬仲英はユルバースを宴を設けて歓待し、二人は合意した。ユルバースは南京行きを止めて懇願したので、馬仲英は新疆への進軍とホージャ・ニヤーズとの同盟、金樹仁政府の打倒を決定した。馬仲英の入新後、全省の情勢は極度の混乱の中に次第に陥った。
1931年5月19日、馬仲英が“奉命出関”（命を奉じて関を出る）の名目で、国民革命軍第36師団の500余人を率いて粛州を離れハミに進軍した。ホージャ・ニヤーズとの連携のもと、馬軍の呉英琦の部隊がハミ漢城を夜襲し、守備軍に撃退された後はハミ回城を攻めた。ほどなく、馬仲英は鎮西県（現在のバルクル・カザフ自治県）とハミ満城を攻略して、大量の武器と物資を鹵獲し、朱瑞墀の孤軍は漢城に包囲された。金樹仁は急いで魯效祖を“東路剿匪総司令”に任命し、盛世才は督署参謀長として援軍を率いて駆けつけた。馬仲英は瞭墩（七角井とハミの間）で省軍先の先鋒杜国治の旅団を大敗させた。省軍が挫折したので、金樹仁は田国禎を派遣して馬仲英と和議を行い、時間稼ぎをした。
馬仲英は省軍から獲得した大量の武器弾薬の全てを甘粛に運搬したので、ホージャ・ニヤーズの強烈な不満を引き起こしたが、この時はまだ二人の対立は公にはなっていなかった。ほどなく金と馬に協議に達した。ハミと鎮西の両地は馬仲英の防御地区となり、僅かに名義上新疆省政府に属するだけとなった。和議の完成後、金樹仁は8月に密かにイリ伊犁屯墾使のzh:張培元を魯效祖の代わりに任命し、盛世才は参謀長のままで、省軍は捲土重来した。この時馬仲英は負傷しており、自軍に倍する省軍に抵抗するのも難しかったため、分かれて甘粛に撤退し、再起を図った。馬仲英は馬世明や馬全禄などの少数の部隊を残し、主力を率いて甘粛の安西県や敦煌県や玉門県の一帯に帰還して駐留した。そのためホージャ・ニヤーズとユルバースは孤軍をもって張培元の大軍に対抗せねばならなかった。張培元は9月の着任後、乏馬塘（瞭墩と七角井の間）で馬世明と馬全禄を撃退して、ハミ省軍の包囲を解いた。熊発有も順調にハミ回城を占領した。ホージャ・ニヤーズは部隊を率いてハミ北部の八大石山の中へ退却し、省軍への反撃の機会を伺い続けた。

#### 山中への撤退

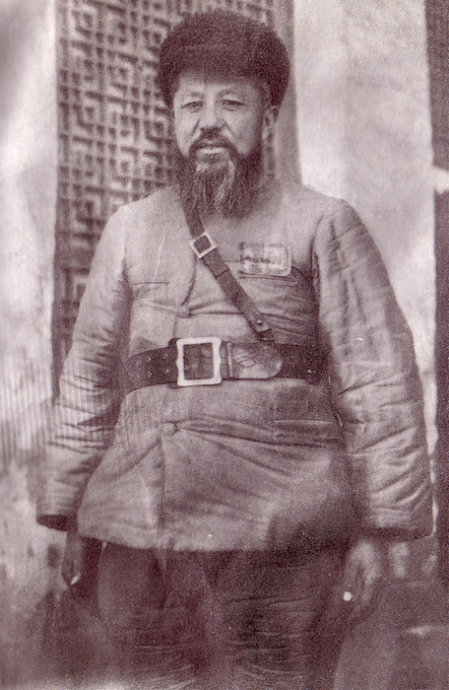
ホージャ・ニヤーズの盟友ユルバース

省軍がハミを回復した後、ホージャ・ニヤーズとユルバースの対立が軍の指揮権をめぐって激化した。この時、ソビエト連邦共産党と外蒙古の人民革命党政権は江森多爾濟（モンゴル人）や阿寶（カザフ人）や哈森木（ウイグル人）らの代表を派遣してホージャ・ニヤーズと会談し、積極的に武器や資金を提供するとともに、漢人に対する「革命闘争」の継続を激励し、ホージャ・ニヤーズとユルバース間の調停をした。その後、両人は七道溝で会議を開いて、コーランを持って堅い団結を宣誓し、ホージャ・ニヤーズが首領に推挙され、聯馬抗金（馬仲英と連合して金樹仁に対抗する）政策の継続が確定された。ホージャ・ニヤーズはソ連の直接援助の元、勢いを回復した。しかし二人の対立は未だ解決せず，軍隊の指揮は各々が行い、ユルバースの名望がホージャ・ニヤーズより高いほどだった、ホージャ・ニヤーズはモンゴル人民共和国から支援を受け、1931年秋には600着の冬着とフェルトのテントと120丁のライフル（これは馬と引き換えであり、二頭の馬につきライフル一つの割合であった）が供給された。
一方省軍はというと、張培元がハミを回復した後も、残りの反乱軍を掃討できなかったので、和平交渉を使ってユルバースを取り込もうとした。しかし金樹仁は弟の金樹信の言を信じて、張培元が兵を動かそうとしないのは何か企みがあるのではないかと疑い、突如免職して迪化へ帰るよう命令を改めた。憤った張培元はイリを出て、金樹仁と決裂した。金樹仁は再び塔城行政長の黎如海を東路警備司令として、ハミに赴きホージャ・ニヤーズを包囲し、また盛世才と劉傑三を支援に派遣して、山中の反乱軍を一挙に平定しなければならないと命じた。しかしホージャ・ニヤーズは馬仲英が派遣した小部隊（馬赫英）の増援を得たため、劉傑三は馬家軍の名を聞いただけで戦わずして潰走し、全軍が壊滅した。ホージャ・馬連合軍は省軍の飛行機の攻撃に遭ったため、また山中へ逃れた。
ハミ暴動から省軍は征討のなかで杜国治と劉傑三の二つの旅団の兵力を失ったため、金樹仁は征討から和平を考えを改めざるを得なかった。そこで商人や通訳の非政府職員からなる代表団を派遣し、ユルバースとホージャ・ニヤーズと順番に単独和平交渉をすることにした。ユルバースは会談を拒絶したので、代表団はホージャ・ニヤーズと協定を結んだ。そこではホージャ・ニヤーズは所有する2000丁あまりの銃を差し出し、省政府は小麦一百石と白銀四万両を提供することになっていた。しかし双方に誠意がなかったため、最終的には協議は履行されなかった。
1932年夏、省政府内で魯效祖を始めとする主戦派が勢いを持った。金樹仁は盛世才を“東路剿匪総指揮”に任命すると、富全、zh:張毓秀、zh:楊正中、巴平古特の四路大軍を率いてホージャ・ニヤーズを包囲した。ホージャ・ニヤーズとユルバースは内輪もめを止めて協力して反撃せざるを得なくなった。ホージャ・ニヤーズ軍は盛軍と正面から交戦することを避けた。盛軍は進軍を続け、ホージャ・ニヤーズ軍を天山五道溝から頭道溝に追い詰め、最終的には雪山鞍部の皮條曲で包囲した。この時、ホージャ・ニヤーズとユルバースは意見が分かれ、ホージャ・ニヤーズは皮條曲を守ることを主張し、ユルバースはピチャン県に撤退することを主張したため、二人は袂を分かった。盛軍が皮條曲に進軍した時、ホージャ・ニヤーズは使節を派遣して投降するふりをし、50丁の銃を援護のために献上すると、夜にハミから逃亡し、ユルバースの隊列に追いつくと、ピチャンへ向かった。この後、反乱は南新疆で再燃した。盛世才は省政府にホージャ・ニヤーズは既に省から逃げ出したと速報を送った。

#### トルファン転戦
1932年8月、馬仲英は馬世明率いる棗騮団を新疆へ派遣してホージャ・ニヤーズを支援した。馬世明とホージャ・ニヤーズとユルバースの会談後、連合指揮部が成立し、馬仲英は司令、ホージャ・ニヤーズは南路軍総指揮、ユルバースは“zh:宣慰使”となった。馬世明はハミからトルファンに転戦することを勧めたが、ホージャ・ニヤーズは軍を戻して先にハミを攻撃すべきだと考えた。そこで馬世明はホージャ・ニヤーズの名を借りて進軍し、あちこちの地方勢力の反乱を扇動した。
12月2日、馬世明はピチャン県を占領し、29日にはトルファンの屬城であるzh:魯克沁に到達し、ホージャ・ニヤーズがトルファンの三堡に来たと偽って、マムディ（麻木提）らの現地人の挙兵を激励した。マムディと馬世明は兵を合流させ、増援の省軍を撃退し、多くの兵器を獲得した。ピチャン喪失後、金樹仁は既に派遣する兵がないため、熊発有を平定に起用するしかなかった。熊発有は1933年1月5日にピチャンを攻略した時、ハミで包囲された鬱憤晴らしに、城内の民衆を虐殺したため、多くの民の憤りを引き起こしていた馬世明とマムディの回軍がトルファンを攻めると、トルファンの守将の馬福明はピチャンから平定に来た熊発有をおびき寄せて殺しクーデターを起こしたため、局勢なさらに混乱することとなった。
トルファンの変乱は直接迪化を脅かしたので、金樹仁は急いでトルファンに盛世才を平定に赴かせ、さらに“南疆剿匪総指揮”の陳品修と副指揮西里克にモンゴル騎兵を率いて鎮圧に派遣した。盛世才は4000人余りを率いてハミから出発し、ピチャンやトクスンやトルファンなどの町を次々と攻略した。マムディはホージャ・ニヤーズに人を送って救援を求め、ホージャ・ニヤーズは魯克沁に来た。1月末、馬世明は部隊を率いて焉耆へ行き、ここで“三十六師剿匪總司令部”を成立させて、自らを司令とした。マムディの残存部隊はトクスンやトルファン一帯で活動を続けたが、3月中旬に盛軍に撃破されたため、ホージャ・ニヤーズは再び吐由克へと逃れた。

#### 馬仲英の第二次入新

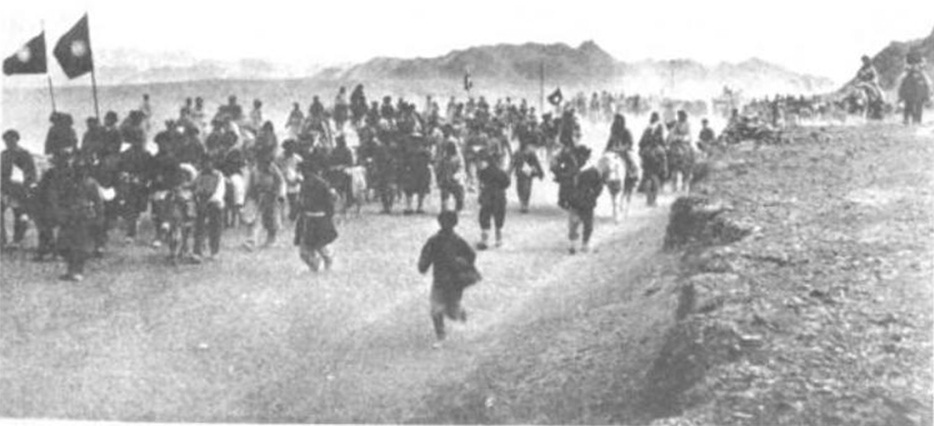
ハミへ再入城する国民革命軍36師団ウイグル族部隊

大きな実力を持つ馬仲英は1933年1月に再度新疆に入り、省都の迪化を一直線に目指した。反乱はすみやかに新疆東部中に広がり、1933年2月までにはウルムチはウイグル・回連合軍によって包囲され、省政府は新疆全土の10％以下しか支配できていなかった。3月17日、馬全禄の部隊が迪化を攻めたため、金樹仁は盛世才をトクスンから呼び戻して救援させた。4月、迪化で四・一二クーデターが起き、金樹仁は下野せざるをえなかった。ソ連との密談の後盛世才がほどなく、軍権を手にし省政府を支配した。馬世明とマムディは息つく機会を得て、各地の反対勢力の反乱が盛んになった。この後、ブグル県、クチャ県、アクス市、疏勒県（現在のカシュガル市）、和闐も相次いで現地の反乱軍に占領され、南新疆は全面的な動乱に陥った。危機を解決するため、盛世才はホージャ・ニヤーズと馬仲英の間隙を利用して、分断政策を取り、ホージャニヤーズ・馬同盟を崩壊させることに成功した。5月、盛世才は馬仲英に対抗してホージャ・ニヤーズと同盟を結んだ。代表を派遣してホージャ・ニヤーズと会談し、双方は協議と署名を成立させた。協議に従い、盛世才はホージャ・ニヤーズを“南疆警備司令”に任命し、南新疆に軍を進入させることを禁じたため、事実上南新疆の軍政の大権をホージャ・ニヤーズに付与した。この時、ソ連は「弾薬付きの約2000丁のライフルと数百の爆弾と3丁の機関銃」をホージャ・ニヤーズに与えた。"  新しく任命された在ウルムチソビエト領事Garegin Apresoffは、交渉を手配してホージャ・ニヤーズにその軍をドンガン人(回人)に向けるよう強制したため、やがて反乱は異なる民族集団間の虐殺、そして地方軍による弾圧へと変化した。
1933年6月、ホージャ・ニヤーズとマムディは盛世才と馬仲英を利用して阜康県の紫泥泉で戦い、トルファンとピチャン一帯を占領した。馬仲英は紫泥泉で敗れた後、木塁河から南下し、再びトルファンを占領した。7月、ホージャ・ニヤーズは自身の部隊を達坂城を越えてトクスンまで進軍させ、そこでトクスンの戦いで馬世明率いるドンガン人に敗れた。ホージャ・ニヤーズは焉耆で馬世明に打ち破られ、西のクチャまで退却した。この時、元々アクスを占領していた馬世明の部下の馬占倉は疏勒（カシュガル漢城）でオスパン（烏斯滿）やティムル(鐵木爾)らと混戦しており、ホージャ・ニヤーズはこの機械に乗じてアクスに来た。9月、国民政府は司法行政部長兼外交部長の羅文幹を迪化の視察に派遣して、盛世才や劉文竜らと省政府委員の人選を確定し、劉文龍を省主席、盛世才や張培元や朱瑞墀やホージャ・ニヤーズら十三人が省政府委員に任命された。

### 短い大統領期間

東トルキスタン・イスラーム共和国国旗

1933年馬仲英と盛世才が天山北路で戦闘した時、カシュガルとホータンの情勢は混乱していた。2月、ホータン人ムハンマド・アミーン・ブグラは墨玉県で金樹仁政府がもたらした兵器を獲得すると反乱を起こし、南下してホータンを占領した。アミーンはサービト・ダーモッラーを推挙して首領とし、“ホータン臨時政府”を成立させ、しばらくしてまたカシュガルに出兵した。
1933年8月、アミーンはカシュガルに来て、キルギス軍頭目のオスパンzh:烏斯滿を打ち破り、疏附県城（カシュガル回城）を占領する。アミーンはサービト・ダーモッラーとイスラーム国家建設の計画を暖めた。11月12日、ムハンマド・アミーンは疏附で東トルキスタン・イスラーム共和国の成立を宣言し、ホージャ・ニヤーズを大統領として欠席推挙し、サービト・ダモッラーは首相となった。この時ホージャ・ニヤーズはまだアクスで、ウシュトゥルファン県に人を遣ってソ連の武器を家畜と交換していた。ホージャ・ニヤーズを手に入れて共同で盛世才に対抗するため、サービトは使者を派遣して
ホージャ・ニヤーズに総統就任を請うた。ホージャ・ニヤーズもこの機に自身の力を拡大したかったので、マムディを疏附に派遣して、サービトと連合して疏勒の馬占倉を攻撃して征服した。
アクスから遠く300マイルを経て天山路沿いに、zh:馬福元のドンガン人軍を避けながら行軍して、1934年1月13日ホージャ・ニヤーズは三四千人を率いてカシュガルへと撤退した。そしてトルコ・イスラーム 東トルキスタン共和国またはウイグルスタン共和国の大統領に就任した。ホージャ・ニヤーズは就任後真っ先に会議を開いて、外交大臣の喀司木加納阿吉を派遣してソ連から武器を購入し、アフガニスタンやトルコやインドなどの国に使節を派遣して、外界の承認を求めることを決定した。だがホージャ・ニヤーズの大統領であった期間は短すぎた。2月6日、馬仲英の先遣隊の馬福元と馬占倉とカシュガル行政長の馬紹武と連合して疏附城を攻略したため、東トルキスタン政権は瓦解し、役人も散り散りとなって逃げた。ホージャ・ニヤーズはウルグチャト県へ逃亡し、サービトはヤルカンド県へ逃亡し、アミーンはホータンへと逃げ帰った。

### 盛世才政府に加わる
ホージャ・ニヤーズがウルグチャト県にいた時、ソ連は人を派遣して中ソ国境のイルケシュタムen:Irkeshtamで交渉し、ホージャ・ニヤーズが盛世才と締結した協議を守り、サービトらを捕縛するよう要求した。ホージャ・ニヤーズは「自身の生命の危険だけでなく、ロシア人の信用を失う」ことを感じたため、東トルキスタン政権を解散し、省の条件を受け入れに同意した。盛世才はホージャ・ニヤーズを新疆省副主席に着け、ホージャ・ニヤーズは省政府の指導に服従することを保証した。1934年3月2日、サービト・ダモッラーはヤルカンド県で内閣会議を開き、ホージャ・ニヤーズを裏切り者と宣言した。5月、ホージャ・ニヤーズはサービトを捕らえ、迪化まで連れて行き省政府に引き渡した。7月、ホージャ・ニヤーズはマムディの部隊をカシュガルに駐在させたまま、ソ連軍事顧問のマレンコフ(馬林科夫)とともに迪化に行った。10月12日、ホージャ・ニヤーズは省政府の副主席に就任した。ホージャ・ニヤーズの腹心のアブドゥッラフマーン(阿不都熱合滿)も省の財政庁の副庁長に就任した。

### 陰謀暴動事件
ホージャ・ニヤーズが省副主席に就任した後、1934年8月、マムディが統率するウイグル・キルギス兵1500人余りが新疆陸軍歩兵第七師団に改変され、マムディは師長になった。盛世才は代理伊犁屯墾使の劉斌をカシュガル警備司令に任命し、マムディの動向を観察させた。マムディは元からホージャ・ニヤーズの省副主席就任に反対しており、また盛世才の監視に不満を持ったため、1937年に反乱を起こした。劉斌は省軍を率いてすぐさま平定したため、マムディはインドに逃亡した。しかしマムディの反乱はハージャ・ニヤーズを巻き添えにした。1937年8月、盛世才は「陰謀暴動案」（陰謀暴動事件）をでっち上げ、大規模な省政府官員の粛清を開始した。ホージャ・ニヤーズはマムディのために市内で内応しようとしたと讒訴され、10月11日の陳立夫を歓迎する宴会の後捕縛された。1941年、ホージャ・ニヤーズは獄中で殺された。

## 引用
ニヤーズ・ハジ(Niaz Haji)という名の者がスヴェン・ヘディンにこう語った。
"どんな人間も私を傷つけられない。しかしあのドンガン人たちは人間ではない。奴らは通りをうろつく野生の獣だ。 
野生の獣と話しても無駄だ。奴らはいつも自分のライフルやピストルを持っている。奴らはその他の言語が分からない"
ホージャ・ニヤーズ(Hoya Niyaz)やその戦いについての詩が書かれた。

父なるホージャム・ニヤーズ・ガーズィー（Hodjam Niaz Ghazi）

その銃は5人を殺している

彼がドンガン人と戦っている時は

彼は何千もの戦死者を殺す。

## 死に関して
彼の死については矛盾した意見がある。盛世才によって1934年に新疆省の副主席と"Civil Governor for life"に任ぜられていたが、ホージャ・ニヤーズは実は自身の部隊と分け隔てられソビエトの代理人の緊密な指示の下ウルムチで操り人形として擁せられていた。彼はスターリンと個人的に会って、ソ連がその革命原則で公式に支持していた民族自決権に従い新疆問題の解決をしたいという要望を拒絶された。1937年4月、マフムート・ムヒティen:Mahmut Muhiti将軍の下でカシュガルで省政府に対して第六次ウイグル分離反乱が起こった後、ホージャ・ニヤーズはウルムチで逮捕され、1938年に伝えられる所によれば処刑された。死刑はモスクワによって承認され、ホージャ・ニヤーズとその一味は反革命の「トロツキスト」と「日本の手先」のレッテルを貼られた。他の推測によれば1943年の夏までは獄中で生かされていた。盛世才がソビエト軍の役員と顧問を省から追放したのち、1943年に蔣介石が国民党支配を新疆に取り戻し、その命令により処刑されたという。今日では東トルキスタン・イスラーム共和国の独立を売り渡したとして、多くのウイグル人が彼を売国奴と見ている。